# Marie-Louise Maes-Vanrobaeys
Marie-Louise Vanrobaeys (Menen, 12 oktober 1928 -  Brugge, 26 maart 2017) was een Belgische onderwijzeres, gemeenteraadslid, schepen van Brugge en senatrice. Zij was gehuwd met Hector Maes.

## Loopbaan
Naast onderwijzeres was Vanrobaeys actief in KAV en ACW. Zij was actief binnen de vereniging Vrouw & Maatschappij en de politieke partij CVP, en was tevens medeoprichtster en voorzitter van de Pluralistische Actiegroep Gelijke Kansen voor man en vrouw (PAG). Zij was ook lid van de Nationale Vrouwenraad.
In 1965 werd Vanrobaeys gemeenteraadslid in Sint-Kruis voor de CVP, die toen in de oppositie verzeilde. In 1971 werd zij, na de fusie, gemeenteraadslid van Brugge en ook de eerste vrouwelijke schepen van Brugge, wat ze bleef tot in 1977. Ze richtte in 1973 de stedelijke dienst voor onthaalmoeders op en in 1975 de dagopvang voor mentaal gehandicapte volwassenen. Van 1977 tot 1988 was ze gemeenteraadslid voor de oppositie.
Op 6 december 1979 werd Vanrobaeys rechtstreeks gekozen senator voor het arrondissement Brugge en ze bleef in de Senaat zetelen tot in november 1981. In de periode december 1979-oktober 1980 zetelde ze als gevolg van het toen bestaande dubbelmandaat ook in de Cultuurraad voor de Nederlandse Cultuurgemeenschap, die op 7 december 1971 werd geïnstalleerd. Vanaf 21 oktober 1980 tot november 1981 was ze tevens korte tijd lid van de Vlaamse Raad, de opvolger van de Cultuurraad en de voorloper van het huidige Vlaams Parlement. Zij zetelde daarna van oktober 1985 tot december 1987 in de Senaat als provinciaal senator voor West-Vlaanderen.